# Wiemeringhausen
Wiemeringhausen ist ein Ortsteil der Stadt Olsberg im Sauerland. Ende 2022 hatte Wiemeringhausen 673 Einwohner. Der Ort liegt mittig zwischen Olsberg und Winterberg, Nachbargemeinden sind Niedersfeld, Assinghausen und Brunskappel.

## Infrastruktur und Wirtschaft

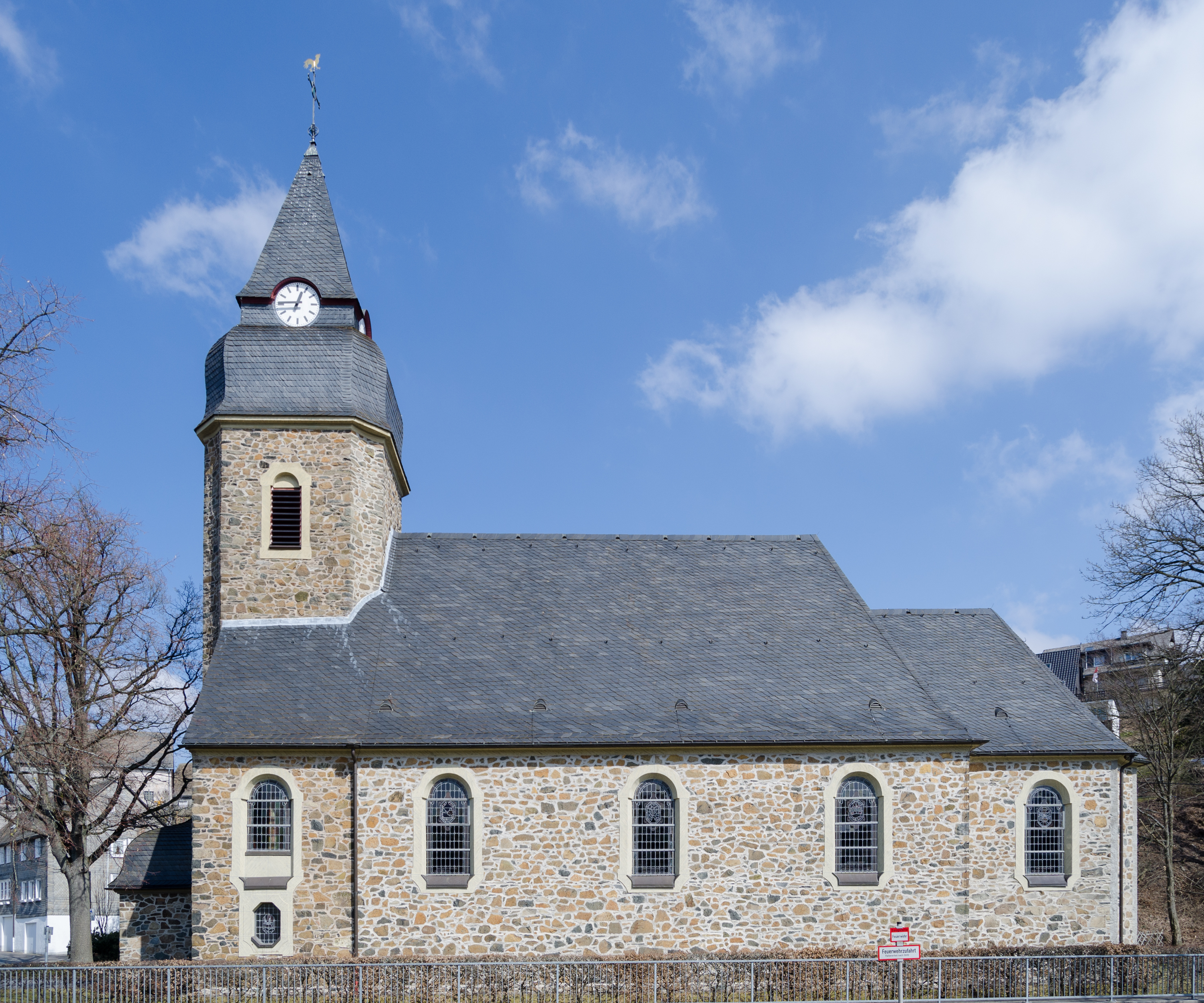
Pfarrkirche St. Antonius

Wirtschaftlich ist Wiemeringhausen durch Forst- und Weidewirtschaft geprägt.
Durch Wiemeringhausen führt die Bundesstraße 480 in Nord-Süd-Richtung. Zwischen 1902 und 1953 war in Wiemeringhausen ein Haltepunkt der Kleinbahn Steinhelle–Medebach, welches durch den Busverkehr ersetzt wurde. Der Busverkehr in Wiemeringhausen wird von der Regionalverkehr Ruhr-Lippe GmbH betrieben.

## Geschichte
Erstmals wurde Wiemeringhausen im Jahre 1321 in einer Urkunde anlässlich des Verkaufs zweier Zinsgüter im Dorf Wirnstorp bei Wigmannencusen in der Pfarrei Assenkosen festgehalten. Im Jahr 1543 erfolgte die erste Erwähnung einer Kapelle. Eine weitere Kapelle stand von 1770 bis 1924. Wie viele andere Orte hatte Wiemeringhausen auch im Dreißigjährigen Krieg gelitten, es wurde 1637 verwüstet. Die Ruhr in der Ortslage war zeitweise auch Grenze zwischen der ehemaligen Grafschaft Waldeck und dem ehemaligen Herzogtum Westfalen.
Mit dem Reichsdeputationshauptschluss von 1803 wurde der Ort in Hessen-Darmstadt eingegliedert, im Jahr 1816 kam es dann zu einer Zuordnung zu Preußen. Der heutige Ort war lange Zeit durch die Ruhr in zwei eigenständige Orte Ruhr und Böhl getrennt, die Zusammenlegung erfolgte 1858. Der zusammengeschlossene Ort Wiemeringhausen war eine freie Gemeinde im Amt Bigge. In den nächsten Jahrzehnten wuchs der Ort um einige Bauwerke: Die Schützenhalle wurde 1883 errichtet, 1900 folgte ein Neubau der Volksschule und 1911 / 1912 der Aufbau einer kommunalen Wasserversorgung. Das Wasserwerk auf den westlichen Hügeln, ein eingetragenes Denkmal, erinnert an die Zeit. 1923 folgte die Inbetriebnahme des Wasserkraftwerkes. Die seit 1909 selbstständige Vikarie konnte am 17. Januar 1923 die neue Pfarrkirche St. Antonius einweihen.
Im Jahr 1936 erfolgte der Bau des Kriegerdenkmals. Im Zweiten Weltkrieg fielen 36 Männer aus dem Dorf als Soldaten, davon die meisten an der Ostfront.
Am 25. März 1945 wurde der Kraftfahrpark Arnsberg der Wehrmacht unter dem Kommando von Major Josef von der Helm aus Winterberg für kurze Zeit nach Wiemeringhausen verlegt. Am 29. März sollte der im Dorf aufgerufene Volkssturm nach Assinghausen marschieren. Der Volkssturm führte diesen Befehl nicht aus. Ab dem 30. April durchzogen ständig Wehrmachtssoldaten das Tal in Richtung Niedersfeld. Immer mehr schlecht ausgerüstete Soldaten lagerten im Dorf. Am 4. April gingen Geschütze in und ums Dorf in Stellung. Am 5. April erschien Generalfeldmarschall Walter Model, Kommandant aller Einheiten im Ruhrkessel, mit Stab im Dorf. Schon am nächsten Morgen fuhr er weiter. Einwohner flohen an diesem und am nächsten Tag in die Wälder und errichteten dort provisorische Hütten. Etwa 40 Personen suchten in einem alten Bergwerksstollen Schutz. Wiemeringhausen wurde nun von US-Truppen beschossen. Am 5. April rückten US-Panzer durchs Tal an. Das Dorf wurde nun beschossen. Deutsche Soldaten nebelten den Ort ein, um ein gezieltes Schießen auf Ziele im Ort zu verhindern. Durch Sprengladungen wurden Bäume an der Straße gesprengt, um als Panzersperre zu dienen. Der an der Spitze der US-Truppen fahrende Räumpanzer konnte diese problemlos beiseiteschieben. Ein letztes im Dorf stehendes Flakgeschütz beschoss die Schützenkette der US-Infanterie, welche sich kurz vor dem Bahnhof befand. Um 11:50 Uhr erreichte der erste US-Soldat das Dorf. Kurz darauf fuhren Panzer und LKWs ins Dorf. Aus Richtung Brunskappel schossen nun deutsche Geschütze nach Wiemeringhausen. Ein getroffenes Wohnhaus brannte nieder. Die US-Truppen beschossen nun mit Panzern und Geschützen, vom Bornstein westlich des Dorfs, auf Brunskappel, Wulmeringhausen und Elpe. Zahlreiche Gebäude im Dorf wurden zerstört oder beschädigt. 13 gefallene deutsche Soldaten wurden auf dem Dorffriedhof begraben. Bis zum 12. April war das Dorf durch US-Truppen belegt, für die zahlreiche Häuser geräumt werden mussten. Zeitweise war dann noch eine Einquartierung von fünf Soldaten, welche Polizeiaufgaben erfüllten.
In der Nachkriegszeit erfolgte 1959 die Grundsteinlegung der Christophorus Schule. Mit der Dorfsanierung in der Ortsmitte von 1958 bis 1963 wurden die Hofstellen ausgesiedelt. Der Kindergarten wurde 1969 errichtet. Im Jahr 1970 erfolgte dann eine Straßenumlegung und die Sanierung von Böhl–Hinterecke. Infolge einer kommunalen Neugliederung am 1. Januar 1975 wurde Wiemeringhausen in die Stadt Olsberg eingemeindet. 1980 erfolgte der Neubau des Feuerwehrgerätehauses und 1999 der Bau der Sporthalle. Bei einer Dorferneuerungsmaßnahme wurde 2006 der Dorfplatz neu gestaltet. Auf dem Platz erinnern Diabas-Hinkelsteine an den Gesteinsabbau der Region, auf ihnen befinden sich Gussplatten mit Geschichtsdaten.

## Politik

### Ortsvorsteher
Derzeit ist Hiltrud Schmidt Dorfvorsteherin.

## Dorfaktionstag
Am 18. Mai 2003 fand in Wiemeringhausen ein Dorfaktionstag mit der Unterstützung durch das Amt für Agrarordnung und der Stadt Olsberg statt. Dabei muss jeder im Dorf bereit sein, einen – wenn auch nur kleinen – Beitrag zu leisten. An fast 50 Ständen waren ein großer Teil der Einwohner im Einsatz. Dort wurde den Besuchern das dörfliche Leben präsentiert, die verschiedenen Aktivitäten der Dorfvereine vorgestellt, Erzeugnisse aus der ortsansässigen Wirtschaft ausgestellt oder für das leibliche Wohl der Besucher gesorgt. Auch hatten einige Betriebe und Institutionen ihre Türen geöffnet, dass der interessierte Besucher einen Blick hinter die Kulissen werfen konnte. Das Amt für Agrarordnung stellte im Jahr 2004 im Rahmen des Dorferneuerungsprozess Geldmittel zur Umgestaltung des Dorfmittelpunkts bereit.

## Kultur und Sehenswürdigkeiten

### Bauwerke
Die Ruine der Burg Wildenstein steht nordöstlich vom Sportplatz, oberhalb der Deutmecke in einem frei zugänglichen Waldstück und kann jederzeit besichtigt werden. Die Reste werden als Jagdhütte und Grillstand genutzt.